# Silůvky (nádraží)
Silůvky jsou železniční stanice v km 136,203 železniční tratě z Brna do Hrušovan nad Jevišovkou (v jízdním řádu pro cestující značené jako trať č. 244) mezi zastávkou Radostice a stanicí Moravské Bránice. Nachází se na západním okraji obce Silůvky.

## Historie

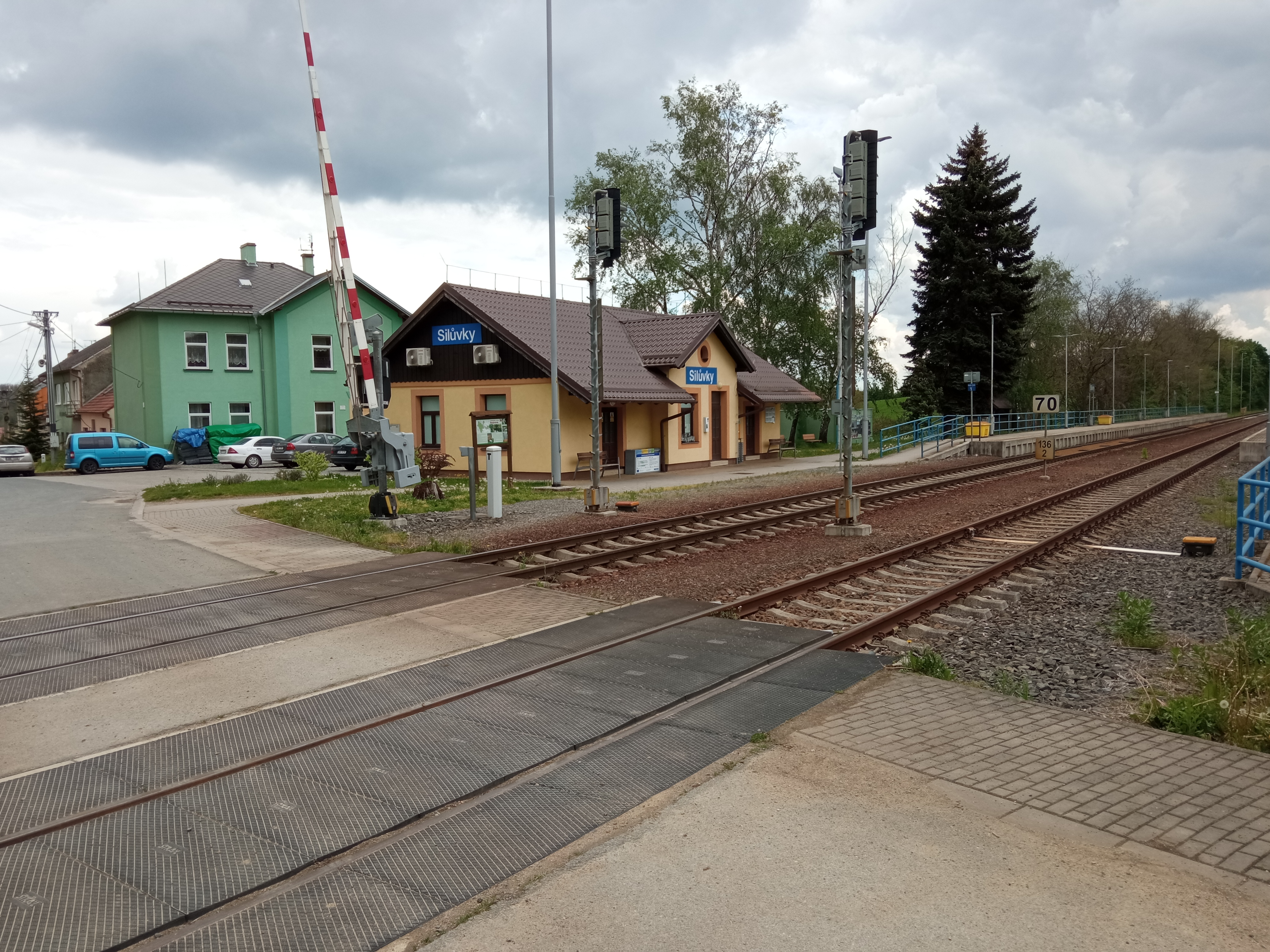
Stanice Silůvky

V letech 1868–1870 byla společností c. k. privilegovaná Rakouská společnost státní dráhy (StEG) budována trať z Vídně přes Hrušovany nad Jevišovkou do Brna. Železniční stanice byla postavena v roce 1870 a uvedena do provozu pod názvem Siluwka, v období 1939–1945 nesla také název Silůvky a od roku 1945 jen Silůvky. Také využití stanice se měnilo od stanice přes nákladiště až po zastávku. V roce 2010 se z nákladiště stala stanicí. Po rekonstrukci v roce 2010 jsou ve stanici dvě dopravní koleje a jedna kusá kolej.
Ve stanici jsou dvě nezastřešená široká 160 m dlouhá nástupiště s bezbariérovým přístupem. U prvního nástupiště je přístřešek. Ke druhému nástupišti vede chodník z chráněného železničního přejezdu. Na druhé nástupišti není přístřešek.

## Staniční budova
Přízemní staniční budova s dvouosým středovým rizalitem a s přesahující sedlovou střechou není přístupná a slouží pouze pro zabezpečovací zařízení ESA 11 dálkově ovládané ze stanice Moravské Bránice. Pod přesahující střechou je lavička. Po uvedení dráhy do provozu byl v budově c.k. poštovní úřad a telegrafní úřad. Na zdi budovy je umístěná pamětní deska s nápisem:
ZA OSVOBOZENÍ VLASTI
POLOŽIL ŽIVOT V REVOLUČNÍCH DNECH R. 1945 ŽELEZNIČNÍ ZAMĚSTNANEC ONDŘEJ HRON ČEST JEHO PAMÁTCE!

Za budovou na zdi je obraz lokomotivy řady 556.0, jehož autorem je Jiří Zoufalý.